# مانهيم (نيويورك)
مانهيم (بالإنجليزية: Manheim, New York)‏ هي بلدة أمريكية تقع في الولايات المتحدة في مقاطعة هيركايمر، نيويورك. يقدر عدد سكانها بـ 3,334 نسمة ومساحتها 76.8 كم2 وترتفع عن سطح البحر 225 متر.